# Olena Krawazka
Olena Witalijiwna Krawazka (ukrainisch Олена Віталіївна Кравацька, in der englischen Transliteration Olena Kravatska; * 22. Juni 1992 in Czernowitz, Ukraine) ist eine ukrainische Säbelfechterin. Sie ist Silbermedaillengewinnerin der Olympischen Spiele 2016 in Rio de Janeiro sowie Olympiasiegerin der Spiele 2024 in Paris mit der Frauenmannschaft.
Olena Krawazka begann im Alter von acht Jahren in Odessa mit dem Fechten, das traditionell in ihrer Familie betrieben wird.
Später studierte sie Sportpädagogik an der Südukrainischen Nationalen Pädagogische Universität Odessa und focht für den ukrainischen Verein Turn- und Sportgesellschaft  „Dynamo“ der Ukraine (Regionalorganisation Odessa).

## Sportliche Erfolge
Krawazka erreichte bei den Fechtweltmeisterschaften 2014 in Kasan mit der Säbel-Frauenmannschaft (Krawazka, Olha Charlan, Olena Woronina und Olha Schownir) den dritten Platz (Bronze).
Bei den Fechteuropameisterschaften 2015 Anfang Juni in Montreux, errang sie mit der Säbel-Frauenmannschaft Bronze, im selben Monat bei den Europaspielen 2015 in Baku errang sie mit der Mannschaft die Goldmedaille und einen Monat später bei der Fechtweltmeisterschaften 2015 in Moskau errang sie, ebenfalls mit der Mannschaft, Silber.
Bei den Olympischen Sommerspielen 2016 errang sie mit der Mannschaft (Krawazka, Olha Charlan, Olena Woronina und Alina Komaschtschuk) die Silbermedaille. Bei den Olympischen Spielen 2024 in Paris gewann das Team in der Besetzung Krawazka, Olha Charlan, Alina Komaschtschuk und Julija Bakastowa die Goldmedaille.

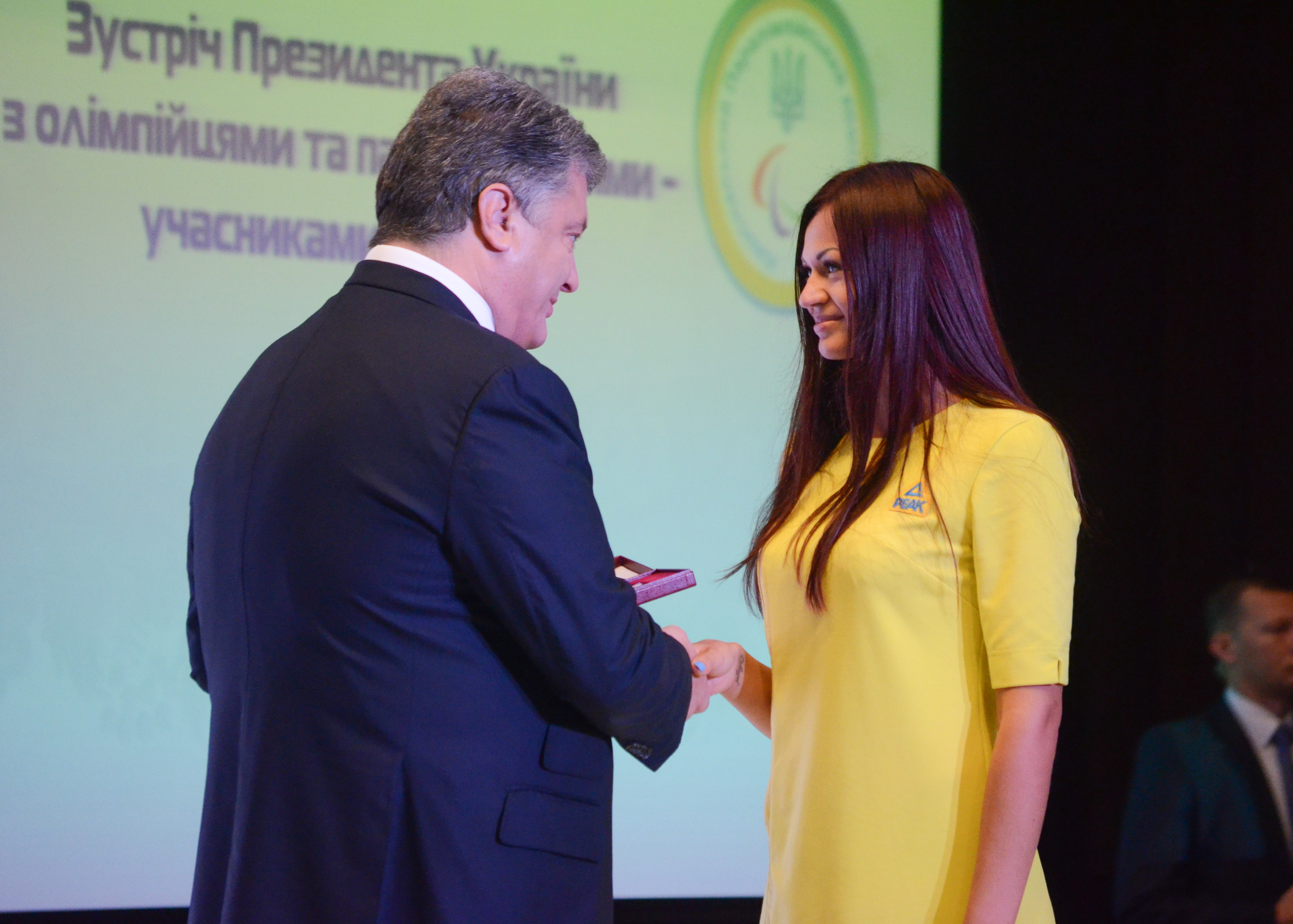
Olena Krawazka bei der Verleihung des Ordens der Prinzessin Olga

## Ehrungen
Am 4. Oktober 2016 wurde ihr vom ukrainischen Präsidenten der Orden der Prinzessin Olga 3. Klasse für die Erreichung hoher Sportergebnisse bei den 31. Olympischen Spielen in Rio de Janeiro verliehen.